# Potenza Sport Club 1969-1970
Questa voce raccoglie le informazioni riguardanti il Potenza Sport Club nelle competizioni ufficiali della stagione 1969-1970.

## Stagione
Nella stagione 1969-70 il Potenza ha disputato il girone C della Serie C, concludendo al tredicesimo posto in classifica con 35 punti.

## Rosa
| N. |                   | Ruolo | Calciatore         |
| -- | ----------------- | ----- | ------------------ |
|    | Italia (bandiera) | P     | Giorgio Bissoli    |
|    | Italia (bandiera) | D     | Silvio Bongiovanni |
|    | Italia (bandiera) | C     | Eugenio Brambilla  |
|    | Italia (bandiera) | D     | Renato Caocci      |
|    | Italia (bandiera) | D     | Nunzio Cavazza     |
|    | Italia (bandiera) | A     | Franco Cianfrone   |
|    | Italia (bandiera) | D     | Franco Ciardi      |
|    | Italia (bandiera) | A     | Alberto Corucci    |
|    | Italia (bandiera) | A     | Claudio Del Fabbro |
|    | Italia (bandiera) | C     | Roberto De Paoli   |

| N. |                   | Ruolo | Calciatore           |
| -- | ----------------- | ----- | -------------------- |
|    | Italia (bandiera) | C     | Sebastiano Foresti   |
|    | Italia (bandiera) | C     | Raffaele Gallo       |
|    | Italia (bandiera) | D     | Gianfranco Garbuglia |
|    | Italia (bandiera) | A     | Silvano Livotto      |
|    | Italia (bandiera) | C     | Guido Mattei         |
|    | Italia (bandiera) | A     | Bruno Rinaldi        |
|    | Italia (bandiera) | D     | Raffaele Spadaro     |
|    | Italia (bandiera) | P     | Emmerich Tarabocchia |
|    | Italia (bandiera) | C     | Ettore Venturelli    |
|    | Italia (bandiera) | D     | Mario Zanon          |